# میزان الاعتدال فی نقد الرجال
میزان الاعتدال فی نقد الرجال («ترازوی میانه‌روی در ارزیابی راویان») کتابی در زمینهٔ راستی‌سنجی (علم جرح و تعدیل) راویان آموزه‌های پیامبر اسلام است که توسط حافظ ابو عبدالله محمد بن احمد بن عثمان بن قَیْماز شمس‌الدین ذهبی نوشته شده است. این کتاب اثری پرمحتوا در نقد بازگوکنندگان آموزه‌های پیامبر اسلام (راویان حدیث) و شناخت بزرگان نقل روایت است و ذهبی آن را پس از تألیف کتاب «المغنی فی الضعفاء» («بی‌نیازکننده دربارهٔ سست‌گویان») نوشت. او در «میزان» افرادی را نیز افزود که در «المغنی» نیامده بودند. در این کتاب، ذهبی به معرفی راویان در گروه‌های گوناگون پرداخته: دروغ‌گویان، ترک‌شدگان، راویان ضعیف، حافظانی که دینداری‌شان محل تردید است، کسانی که روایت‌شان تنها برای تأیید روایت‌های دیگر پذیرفتنی است، راویان راست‌گویی که اندکی ضعف دارند یا ناشناخته‌اند، و حتی کسانی که به‌رغم وثاقت، از سوی برخی بی‌اعتبار دانسته شده‌اند. ذهبی خود گفته است: «این کتابم دربرگیرندهٔ یادکرد دروغ‌گویان، جعل‌کنندگان، سپس راویان راست‌گو یا استادان ناشناس با اندکی ضعف است، و نیز شمار زیادی از راویان مجهول را دربر دارد».